# Nariakira Arisaka
Nariakira Arisaka (jap. 有坂 成章 Arisaka Nariakira;  ur. 1852, zm. 12 stycznia 1915) – japoński żołnierz, generał porucznik Cesarskiej Armii Japońskiej. Jego nazwiskiem nazwano serię karabinów i karabinków stanowiących standardowe uzbrojenie Armii Cesarskiej w okresie między końcem XIX wieku a końcem II wojny światowej.

## Życiorys
W latach 70. XIX wieku ukończył prestiżową tokijską Akademię Cesarskiej Armii. W trakcie studiów był asystentem nauczyciela języka francuskiego (wykładowego w urządzonej na wzór Saint-Cyr uczelni) i mieszkał m.in. z innym przyszłym generałem, Gorō Shiba; w tej samej klasie uczyli się także kadeci Yūsaku Uehara (przyszły marszałek), Yoshifuru Akiyama i Fusatarō Hongō (późniejsi generałowie).
W latach 90. XIX wieku kierował komisją wojskową (Sekcją Badań Sztuki Wojennej), która zarekomendowała w 1897 roku przyjęcie nabojów kalibru 6,5 mm jako standardu w japońskich siłach zbrojnych. W konsekwencji na uzbrojenie armii japońskiej przyjęto karabin Arisaka Typ 30, zaprojektowany przez kierowaną przez niego komisję. Choć prawdopodobnie sam Arisaka nie miał wiele wspólnego z projektowaniem nowego naboju ani karabinu, oba – zwłaszcza w literaturze zachodniej – często nazywa się jego imieniem, podobnie jak późniejsze wersje rozwojowe karabinu, takie jak karabin Arisaka Typ 38 czy karabin Arisaka Typ 99. W niektórych źródłach Nariakira Arisaka pojawia się również jako konstruktor samych karabinów, choć w rzeczywistości był szefem produkującego je arsenału. W każdym razie seria karabinów Arisaka pozostała w użyciu do końca II wojny światowej, a jej kolejne modele uchodzą za jedne z najlepszych karabinów z zamkiem czterotaktowym XX wieku.
Zmarł 12 stycznia 1915 roku, pochowany został na cmentarzu Yanaka w Tokio.